# زمستان سوناتا
زمستان سوناتا (انگلیسی: Winter Sonata; کره‌ای: 겨울연가) یک مجموعهٔ تلویزیونی کره جنوبی سال ۲۰۰۲ با بازی به یونگ-جون و چوی جی-وو است. این مجموعه از ۱۴ ژانویه تا ۱۹ مارس ۲۰۰۲، روزهای دوشنبه و سه‌شنبه ساعت ۲۱:۵۵ (کی‌اس‌تی) از کی‌بی‌اس۲ برای ۲۰ قسمت پخش شد. این مجموعه همچنین در یک انیمه و یک تئاتر موزیکال اقتباس شده‌است.

## بازیگران
- به یونگ-جون در نقش کانگ جون سانگ / لی مین هیونگ
- چوی جی-وو در نقش جونگ یو جین
- پارک یونگ-ها در تقش کیم سانگ هیوک